# Бальте, Шарль
Шарль Бальте́ (фр. Charles Baltet; 14 января 1830, Труа — 24 ноября 1908, Труа) — французский агроном, садовод-помолог, селекционер, фитопатолог. Своей энергичной деятельностью оказал огромные услуги плодоводству. Автор множества трудов по помологии, виноградорству, прививке; лауреат более 125 выставок во Франции и за её пределами, почётный член Обществ садоводства Франции, Англии, Бельгии, Голландии, Российской империи, Австрии, Германии, Эльзаса-Лотарингии, Швейцарии, Италии, Японии.

## Биография
Родился 14 января 1830 года в Труа, в семье потомственного садовода-питомниковода. Род происходил от родившегося в 1653 году в пригороде Труа известного садовника Николая Бальте.
Получив блестящее образование, под руководством отца он продолжал обучение садовому ремеслу. В 1855 году ему было поручено руководство питомниками, которые занимают пространство сегодня, покрытое ярмарками Шампани.
С 1869 года занимался борьбой с филлоксерой, опустошавшей французские виноградники. Его метод прививки поражённых болезнью французских лоз на устойчивые американские способствовал восстановлению французских виноградников.
Шарль Балтет и его брат Эрнест являются создателями около сотни сортов груш, включая «Dr Jules Guyot», «Virginie Baltet», «Eva Baltet».
Умер в Труа 24 ноября 1908 года.
Был награждён офицерским крестом ордена Почётного легиона. Имя Шарля Балте было присвоено бульвару в Труа, а также сельскохозяйственному учебному заведению, учащиеся которого создали шампанское, также носящее его имя. В настоящее время его правнуки, Анри и Эрик Дюмон-Бальте  (фр.), в тринадцатом поколении продолжают традиции садоводческого рода.